# Dong-myeon, Cheonan
Dong-myeon (koreanska: 동면) är en socken i Sydkorea. Den ligger i stadsdistriktet Dongnam-gu i staden Cheonan i provinsen Södra Chungcheong, i den centrala delen av landet, 95 km söder om huvudstaden Seoul.